# 요한 라이도네르
요한 라이도네르(에스토니아어: Johan Laidoner, 러시아어: Йо́хан Яáкович Ла́йдонер 이오한 야코비치 라이도네르[*], 1884년 2월 12일~1953년 3월 13일)는 에스토니아의 군인, 정치인이다. 에스토니아 독립 전쟁(1918~1920) 동안 에스토니아군의 총사령관을 지냈으며 양차 세계 대전 사이 에스토니아 정계에서 가장 영향력 있는 인물 중 한 명이다.
리보니아현에서 태어났으며 1901년 러시아 제국 육군에 입대하여 제1차 세계 대전에 참전했다. 1917년 러시아 혁명 이후 러시아 제국 육군 내의 에스토니아인 부대를 지휘했다. 1918년 에스토니아 임시정부는 그를 새로 창설된 에스토니아군의 총사령관으로 임명했다.
에스토니아 독립 전쟁 후 1920년부터 1929년까지 리기코구 의원으로 재직했다. 1924년 에스토니아 공산주의자들의 쿠데타 시도 동안 다시 한 번 에스토니아군 총사령관을 역임했고, 1934년부터 1940년까지 다시 에스토니아군 총사령관을 지냈다. 1940년 소련의 에스토니아 점령 후 체포되어 러시아로 압송되었고 1953년 블라디미르의 감옥에서 사망했다.

## 같이 보기
- 에스토니아 독립 전쟁